# 布莱摩泽尔
布莱摩泽尔（法語：Boulay-Moselle，法語發音：[bulɛ mɔzɛl]；洛林法兰克语：Bolchin）是法国摩泽尔省的一个市镇，属于福尔巴克-布莱摩泽尔区。布莱摩泽尔曾是摩泽尔省的副省会之一，下辖布莱摩泽尔区。2015年，布莱摩泽尔区与福尔巴克区合并，新区的区府为福尔巴克，故布莱摩泽尔不再是该省副省会。

## 地理
布莱摩泽尔（49°11'0"N, 6°29'37"E）面积19.55 平方千米，位于法国大東部大區摩泽尔省，该省份为法国东北部内陆省份，是洛林的一部分，西南接默尔特-摩泽尔省，东临下莱茵省，北与卢森堡和德国接壤。
与布莱摩泽尔接壤的市镇（或旧市镇、城区）包括：鲁佩尔当日、当坦、埃尔斯特罗夫、安康日、莫梅尔斯特罗夫、奥通维尔。
布莱摩泽尔的时区为UTC+01:00、UTC+02:00（夏令时）。

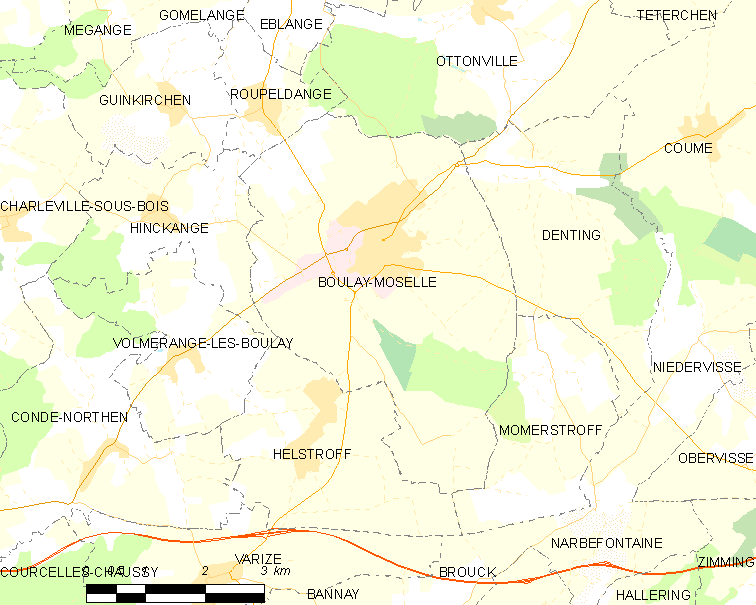
布莱摩泽尔的OSM定位图

## 行政
布莱摩泽尔的邮政编码为57220，INSEE市镇编码为57097。

## 政治
布莱摩泽尔所属的省级选区为布莱摩泽尔县。

## 人口

1962-2008年间布莱摩泽尔人口变化图示

布莱摩泽尔于2022年1月1日时的人口数量为5479人。